# Tetsuo Nakanishi
Tetsuo Nakanishi (Aichi, 8 september 1969) is een voormalig Japans voetballer.

## Carrière
Tetsuo Nakanishi speelde tussen 1992 en 2000 voor Nagoya Grampus Eight en Kawasaki Frontale.